# Hartford (Maine)
Pour les articles homonymes, voir Hartford.
Hartford est une ville américaine située dans le Comté d'Oxford, dans le Maine. Selon le recensement de 2020, sa population est de 1 203 habitants.